# 何進滔
何 進滔（か しんとう、生年不詳 - 840年）は、唐代の軍人。魏博節度使。本貫は霊州霊武県。

## 経歴
魏博の食客として寄寓し、軍門を委ねられ、魏博節度使の田弘正に仕えた。田弘正が朝廷の命で鄆州を討ち、李師道を破ると、進滔は牙内都知兵馬使となり、功により侍御史を兼ねた。大和3年（829年）、魏博の軍衆が節度使の史憲誠を殺害し、進滔を知留後に立てた。朝廷により進滔は左散騎常侍・魏博等州節度観察処置等使に任じられた。魏博を統帥すること十数年、民衆の支持を得た。官は検校司徒・同中書門下平章事を歴任した。開成5年（840年）、死去した。太傅の位を追贈された。諡は定といった。

## 家族
- 曾祖父：何考物（霊州軍校）
- 祖父：何俊（霊州軍校）
- 父：何黙（夏州牙前兵馬使、検校太子賓客、太常寺卿）[1]
- 子：何弘敬[3][2]

## 伝記資料
- 『旧唐書』巻181 列伝第131
- 『新唐書』巻210 列伝第135